# 湾仔駅
湾仔駅（わんしえき、ワンツァイえき）は香港香港島湾仔区湾仔にある香港鉄路（港鉄（MTR））港島線の駅である。

## 駅構造
単式ホーム2面2線の地下駅。

### 駅階層

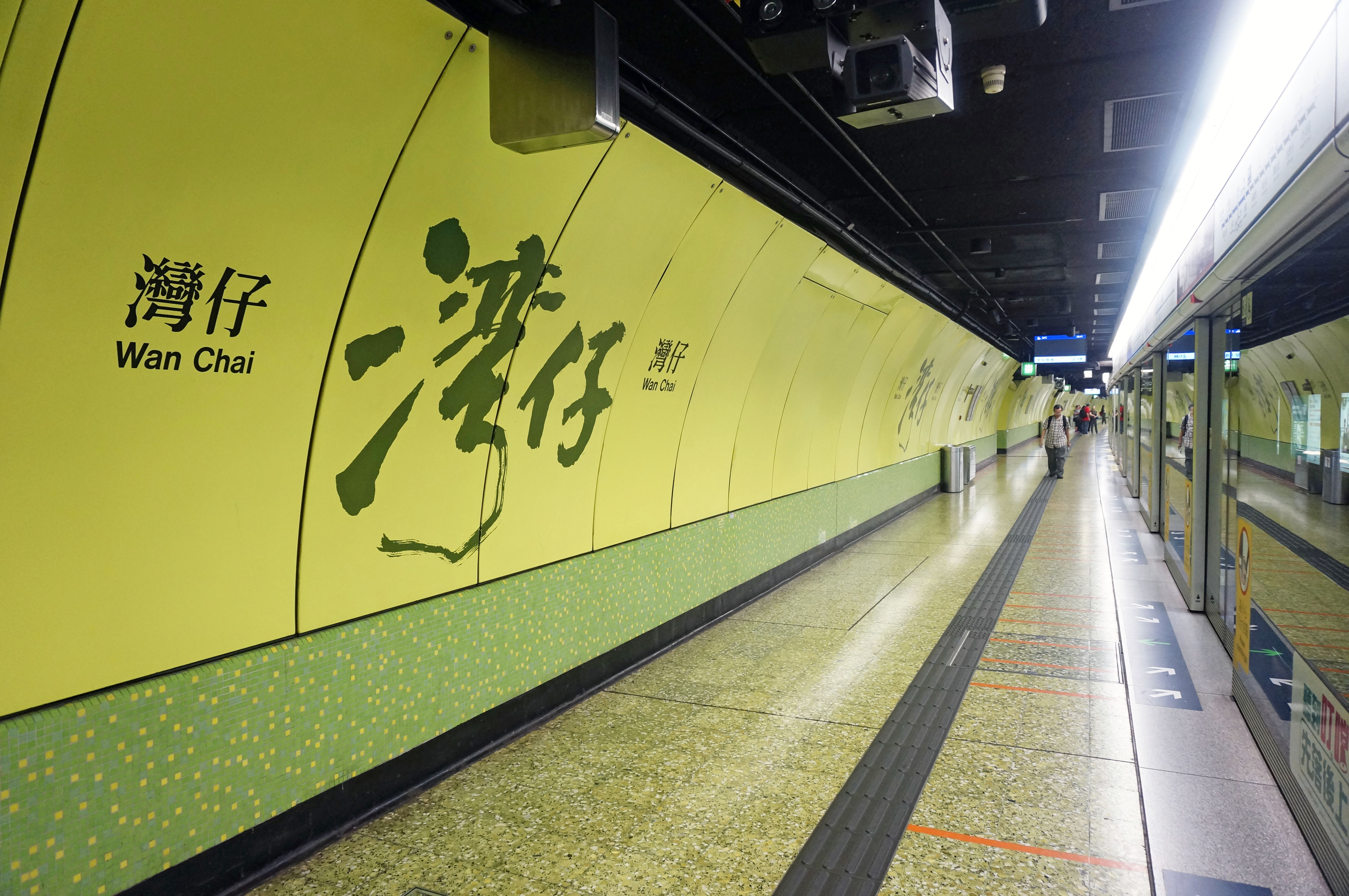
湾仔駅2番線
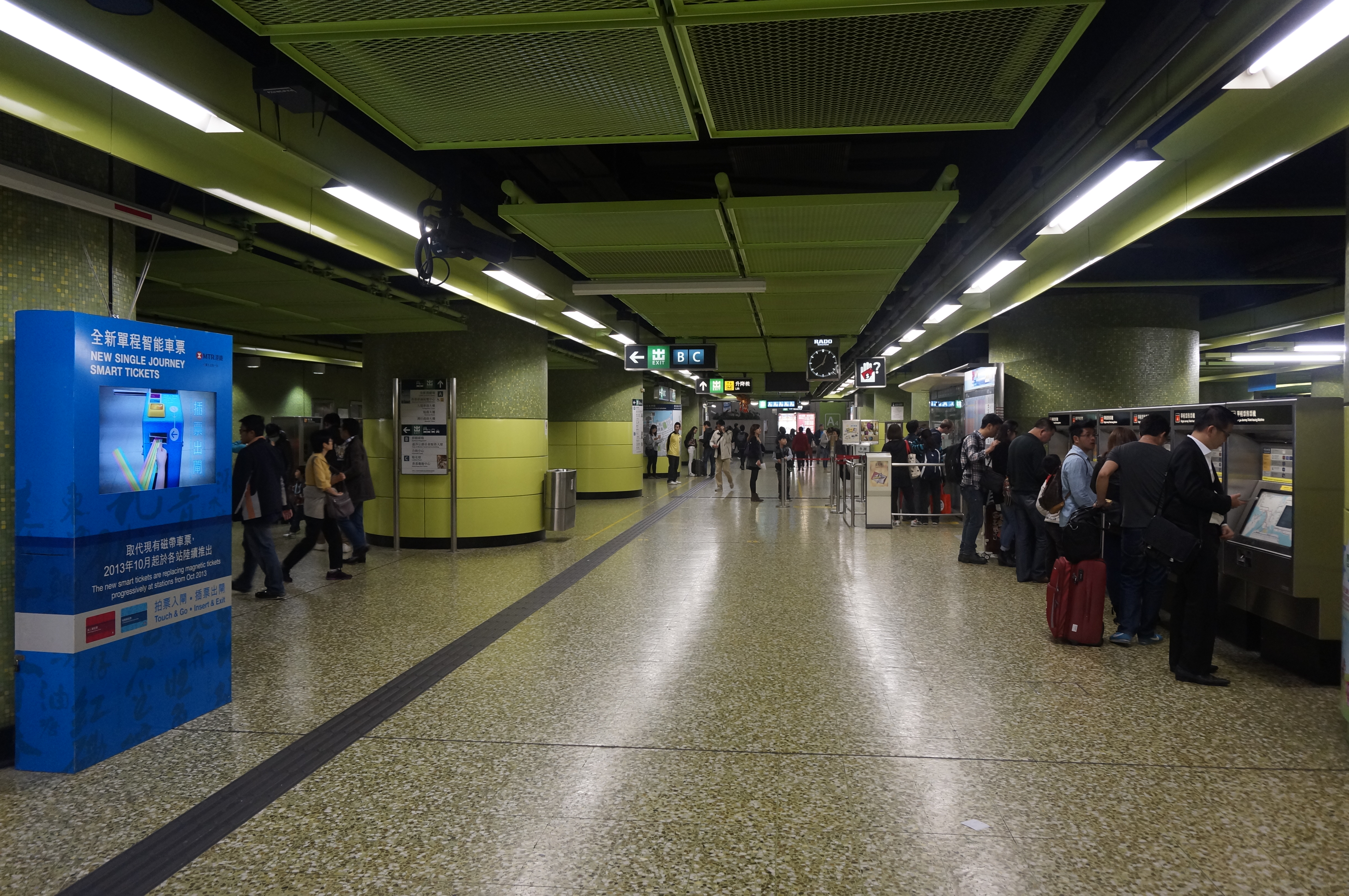
湾仔駅コンコース

| U1 行人天橋   | 柯布連道 行人天橋              | 入境事務大楼、中環広場、 香港会議展覽中心、湾仔埠頭、MTR■東鉄線会展駅             |
| G 地面        | -                              | 出口                                                                              |
| L1 コンコース | コンコース                     | サービスセンター、駅商店、恒生銀行、自動販売機、 自動照相機、ATM、「e分鐘著数」機 |
| L3 ホーム     | ➊番線                          | →■港島線柴湾方面→                                                                 |
| L3 ホーム     | 単式ホーム、右側のドアが開く。 |                                                                                   |
| L3 ホーム     | 下層コンコース                 | サービスセンター、「iCentre」互聯網中心                                           |
| L5 ホーム     | ➋番線                          | ←■港島線堅尼地城方面                                                              |
| L5 ホーム     | 単式ホーム、左側のドアが開く。 |                                                                                   |

- 湾仔駅2番線
- 湾仔駅コンコース

### 駅出口

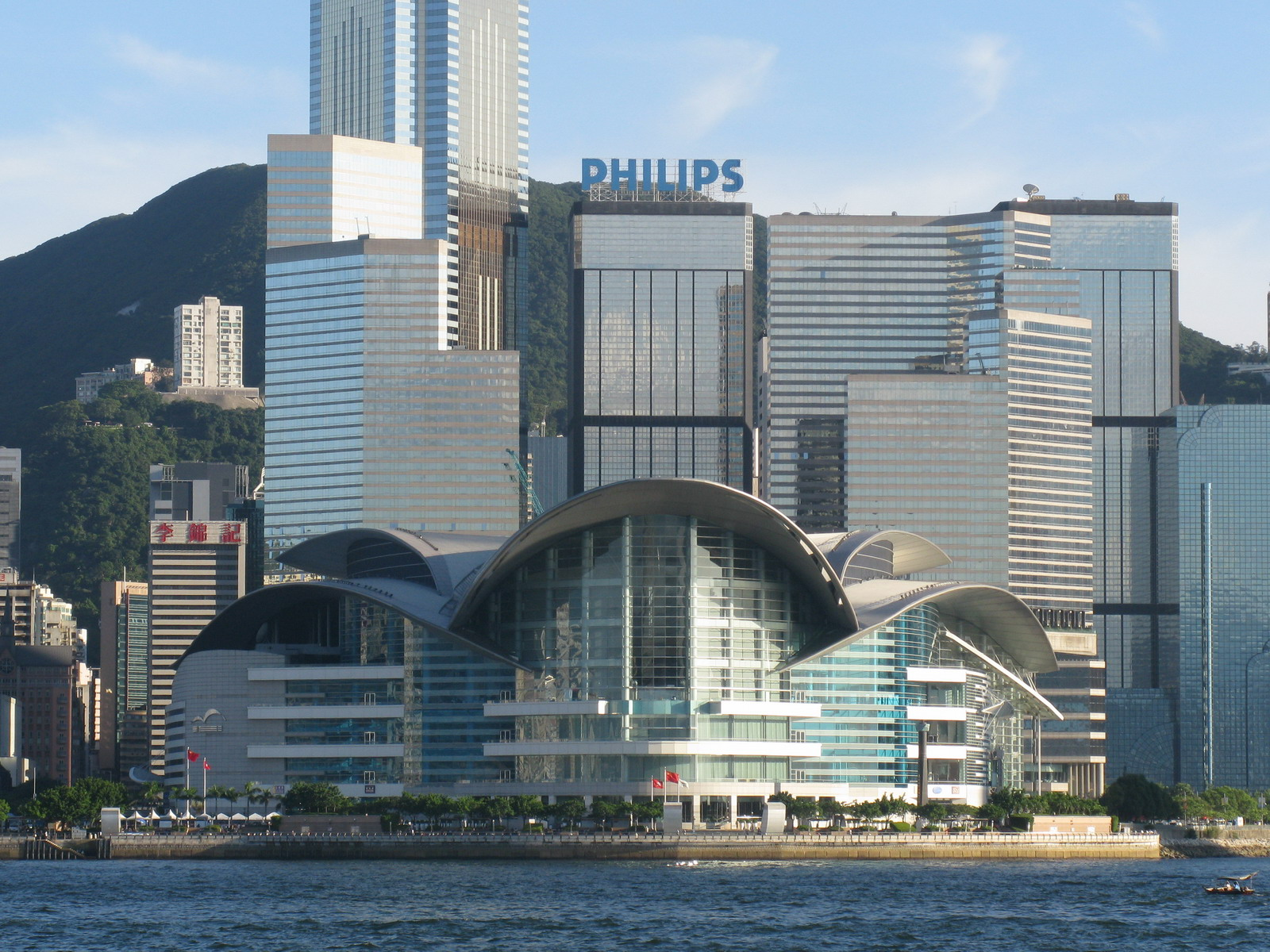
香港会議展覧中心建築群
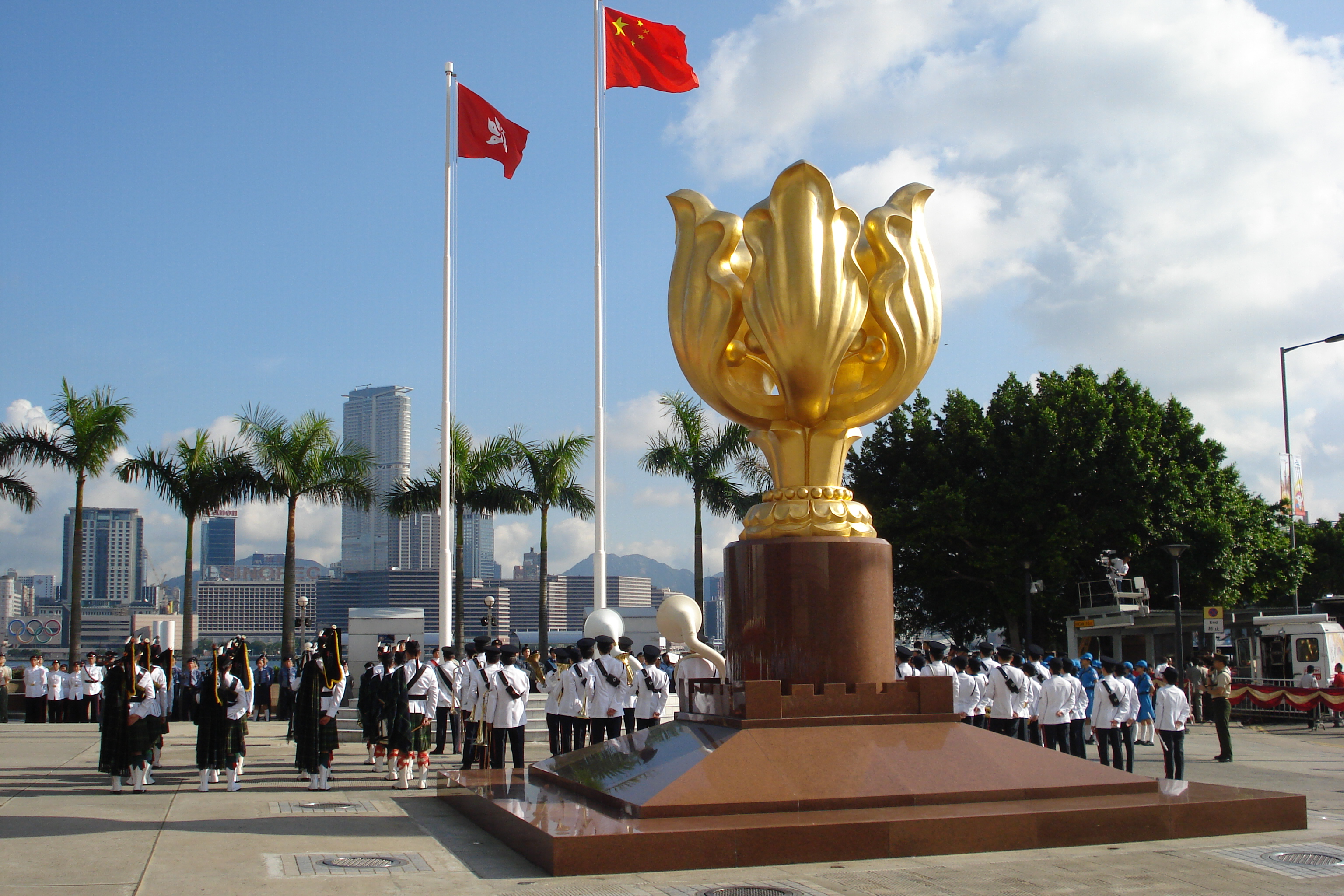
金紫荊広場
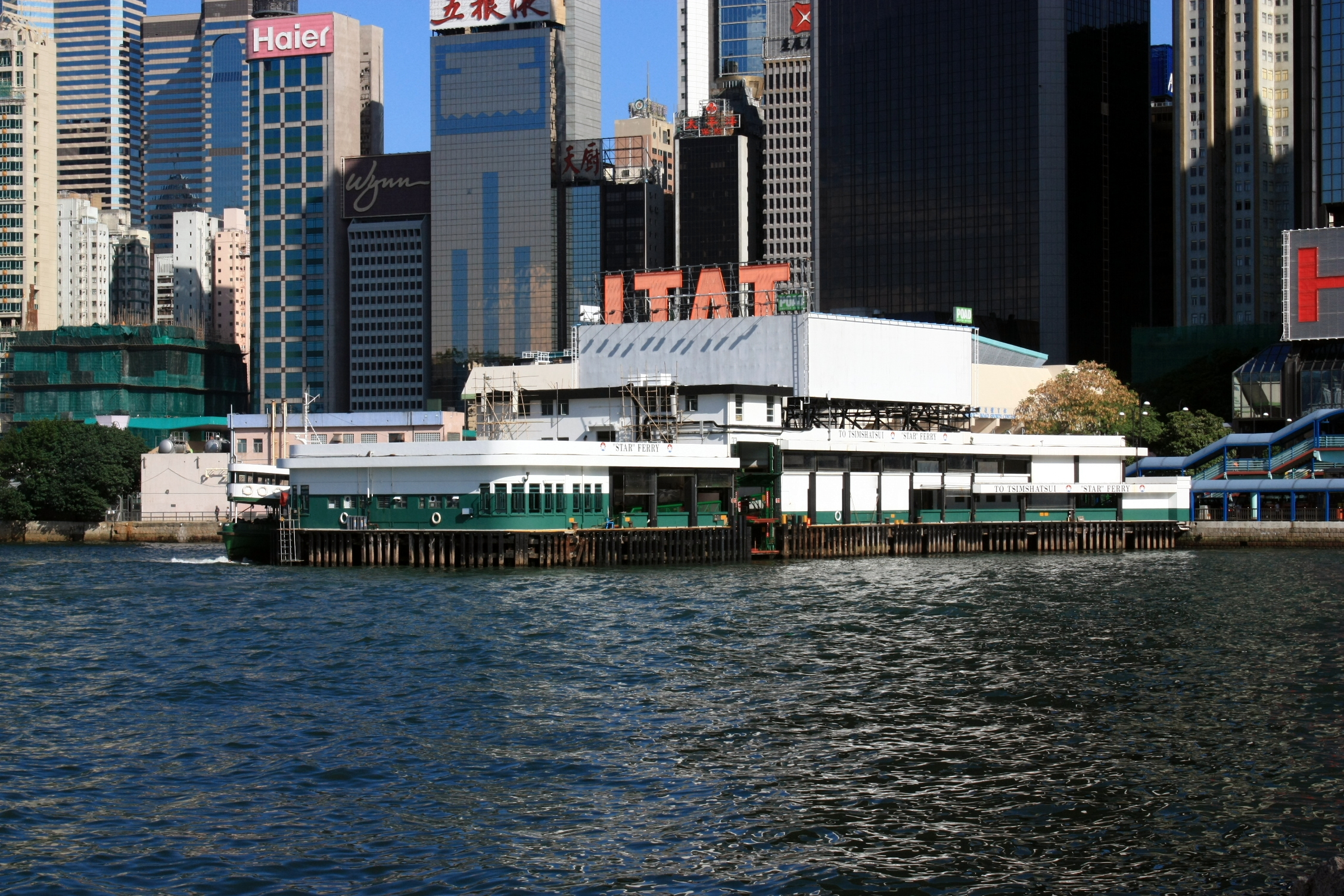
湾仔埠頭
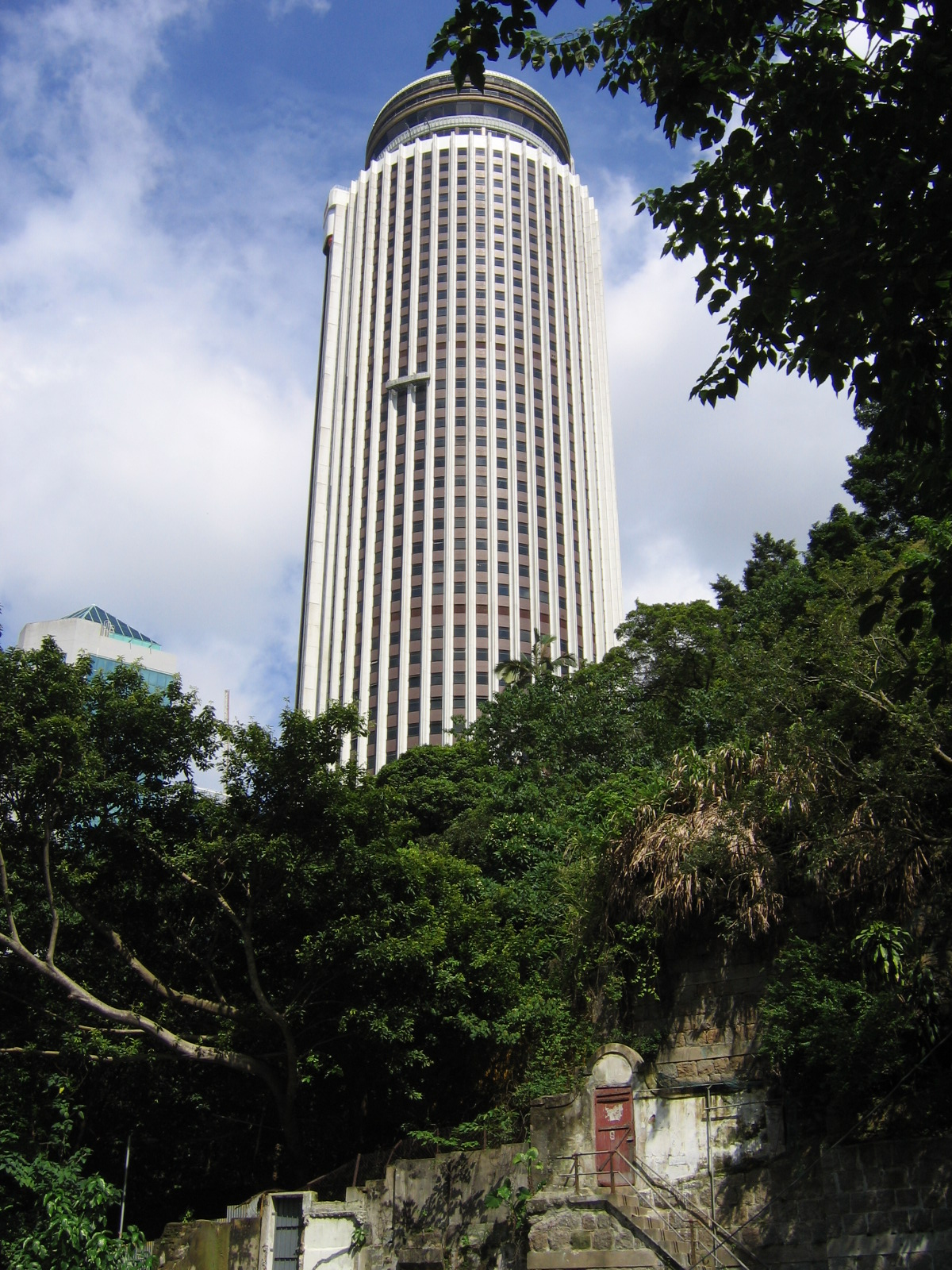
合和中心
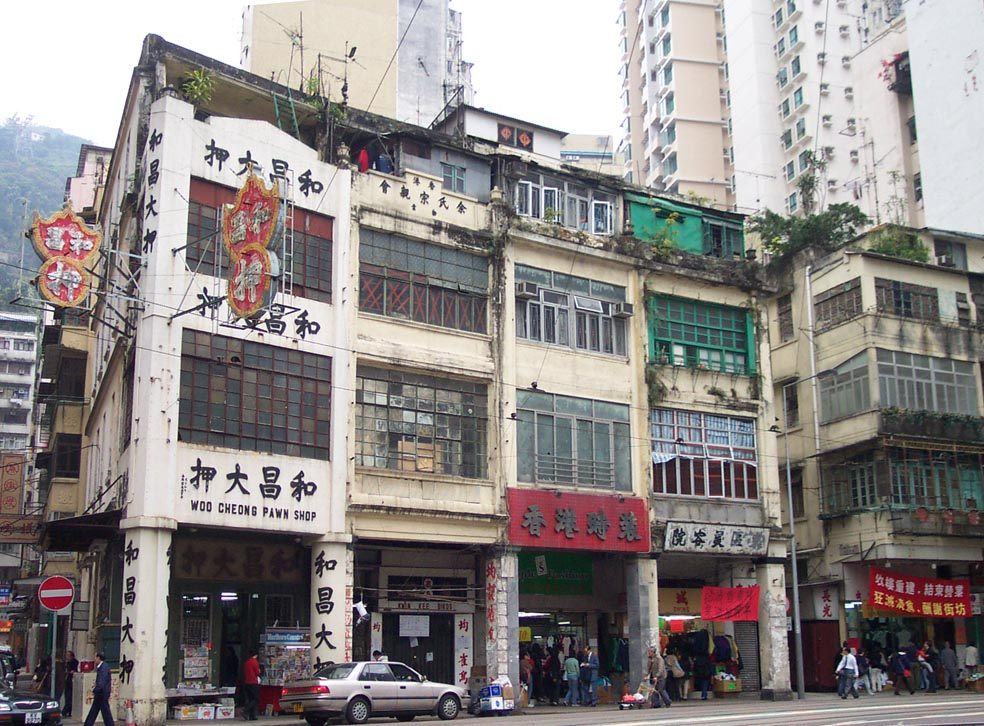
修復前の荘士敦道旧式楼宇

| 出口番号     | 出口表示         | 目的地 |
| ------------ | ---------------- | --- |
| 出口 · A · 1 | 駱克道           | 大新金融中心、告士打道、世紀香港酒店、兆安中心、芬名酒店、湾仔警署、越秀ビル、美国万通ビル、夏慤ビル                                                                                               |
| 出口 · A · 1 | 駱克道           | |
| 出口 · A · 2 | 軒尼詩道         | 法国文化協会、香港運輸物流学会、軒尼詩道、廉政公署、駱克道市政ビル |
| 出口 · A · 2 | 軒尼詩道         | |
| 出口 · A · 3 | 荘士敦道         | 民政署諮詢中心、英皇集団中心、香港会計師公会、荘士敦道、楽基中心、個人資料私隠専員公署、律敦治医院、修頓花園／室内場館、大有ビル／商場、太原街（玩具）                                             |
| 出口 · A · 4 | 軒尼詩道         | 恒生湾仔ビル、軒尼詩道、大同ビル、大業ビル、徳安楼、湾仔電脳城 |
| 出口 · A · 4 | 軒尼詩道         | |
| 出口 · A · 5 | 香港会議展覧中心 | 中環広場、華潤ビル、金紫荊広場、MTR■東鉄線会展駅、鷹君中心、君悦酒店、海港中心、香港会議展覧中心、入境事務大楼、税務大楼、万麗海景酒店、新鸿基中心、新鸿基中心、瑞安中心、湾仔運動場、湾仔政府大楼 |
| 出口 · B · 1 | 修頓球場         | 浦発銀行ビル、中国旅行社、温莎公爵社会服務ビル、皇悦酒店、家庭計劃指導会、軒尼詩道、香港考評局湾仔評核中心、盧押道、湾仔維景酒店、修頓中心、修頓球場                                               |
| 出口 · B · 2 | 修頓球場         | 僱員再培訓局、荘士敦道 |
| 出口 · C     | 駱克道           | 香港演芸学院、香港芸術中心、香港華美奥海酒店、小童群益会、駱克道、香港社会服務聯会、浦発銀行ビル                                                                                                   |
| 出口 · D     | 利東街           | 皇后大道東、合和中心、胡忠ビル |

- 香港会議展覧中心建築群
- 金紫荊広場
- 湾仔埠頭
- 合和中心
- 修復前の荘士敦道旧式楼宇

## 接続交通一覧
鉄道
- トラム

バス
- 1 摩星嶺 ↔ 跑馬地（上）
- 5B 堅尼地城 ↔ 銅鑼湾
- 11 中環埠頭 ↺ 渣甸山
- 18 北角（健康中街） ↔ 堅尼地城（卑路乍湾）
- 18P 北角（健康中街） ↔ 堅尼地城（卑路乍湾）
- 23 北角埠頭 ↔ 蒲飛路
- 23B 寶馬山 ↔ 柏道／羅便臣道 只限平日繁忙時間服務
- 25 中環（5号埠頭） ↺ 寶馬山
- 25A 湾仔（会展新翼） ↺ 寶馬山
- 26 勵徳邨 ↺ 荷李活道
- 37A 置富花園 ↺ 中環
- 37B 置富花園 ↺ 中環（怡和ビル）
- 40 華富（北） ↔ 湾仔北
- 40M 華富（北） ↔ 政府総部
- 70 華貴邨 ↔ 中環（交易広場）
- 75 深湾 ↔ 中環（交易広場）
- 90 鴨脷洲邨 ↔ 中環（交易広場）
- 97 利東邨 ↔ 中環（交易広場）
- 789 小西湾（藍湾半島） ↔ 金鐘（楽禮街）
- A11 北角埠頭 ↔ 機場（地面運輸中心）
- E11 天后駅 ↔ 赤鱲角／機場博覧館
- トンネルバス：

- - 101 観塘（裕民坊） ↔ 堅尼地城
  - 103 竹園邨 ↔ 蒲飛路
  - 104 白田 ↔ 堅尼地城
  - 111 坪石 ↔ 中環（港澳埠頭）
  - 115 九龍城埠頭 ↔ 中環（港澳埠頭）
  - 182 愉翠苑 ↔ 中環（港澳埠頭）
  - 601 宝達 ↔ 金鐘（東）
  - 603 平田 ↔ 中環渡輪埠頭
  - 619 順利 ↔ 中環（港澳埠頭）
  - 680 利安 ↔ 金鐘（東）
  - 681 馬鞍山市中心 ↔ 中環（香港駅）
  - 690 康盛花園 ↔ 中環（交易広場）
  - 905 茘枝角 ↔ 湾仔北
  - 914 海麗邨 ↔ 天后駅
  - 930 荃湾西駅 ↔ 湾仔北
  - 930X 荃湾（愉景新城） ↔ 銅鑼湾（摩頓台）
  - 960 建生 ↔ 湾仔北
  - 961 山景 ↔ 湾仔（会展新翼）
  - 962 屯門（龍門居） ↔ 銅鑼湾（摩頓台）
  - 962B 屯門（置楽花園（中国語版、広東語版）） ↔ 銅鑼湾（摩頓台）
  - 962X 屯門（龍門居） ↔ 銅鑼湾（摩頓台）
  - 968 元朗（西） ↔ 銅鑼湾（天后）
  - 969 天水囲市中心 ↔ 銅鑼湾（摩頓台）

ミニバス
- 港島ミニバス：

（八達通利用時乗り換え時優遇あり）
- - 4A 石排湾 ↔ 銅鑼湾（景隆街）/ 湾仔（荘士敦道） 24小時服務
  - 4B 石排湾 ↺ 湾仔
  - 10 銅鑼湾（謝斐道） ↔ 數碼港（八達通乗車優恵）
  - 24A 金鐘駅 ↺ 肇輝臺 只限平日繁忙時間服務（八達通乗車優恵）
  - 24M 金鐘駅 ↔ 畢拉山（八達通乗車優恵）
  - 35M 香港仔（東勝道） ↔ 湾仔（荘士敦道） 平日朝ラッシュ時に運行

## 歴史
- 1985年5月31日 - 開業。

## 隣の駅
香港鉄路
■港島線
金鐘駅 - 湾仔駅 - 銅鑼湾駅